# アナーキー・国家・ユートピア
『アナーキー・国家・ユートピア』(Anarchy, State, and Utopia)とは1974年に哲学者ロバート・ノージックにより発表された著作である。

## 概要
ノージックは、本書で最小国家は個人の権利を侵害しないで成立しうるものであることを論じる。そもそも国家が樹立される以前の自然状態においては、ホッブズが論じたような万人の万人に対する闘争という状況と、ロックが論じたような人間が、原則として道徳に服従する状況が想定される。ここでは、道徳的な自然状態において、国家を正当化することで、国家の道徳的根拠をより積極的に説明することができると判断して、ロックの自然状態を前提とする。ここで説明される自然状態はロックの自然状態に類似しているものの、自然法という別個の概念は採用されていない。
ノージックは、国家の樹立に対しては、社会契約に基づいた構成物ではなく、スミスが論じた市場での神の見えざる手と同様に、意図しない自然な結果として発生したものであると論じる。また、彼は、諸々の個人が相互に権利を保護するための協会を設立し、これは警備会社と保険会社を兼ね備えるような組織となると考える。そして、この権利保護協会は、最初は複数の協会が並存しているが、市場競争を経て独占状態が発生することになる。この支配的な保護協会は、他者に依存せずに自らの権利を実現する個人に対しては、個人の自由な行為を制約する代わりに補償を行うことで、無料で保護のサービスを提供する。こうして、支配的保護協会は、領域内において全ての住民の権利を保護する最小国家が成立することになる。
ノージックは、最小国家の道徳的な正当化を行い、財産の再配分を行う福祉国家に対して批判している。ノージックによれば、このような再配分は、特定の人々の権原を侵害しており、彼らを他の人々のために利用する行為である。なぜなら、人間の身体と労働は、本人の所有物であるためである。このノージックの権原理論は、取得の正義に関する原理、移転の正義に関する原理、そして過去の不正義の矯正における正義の三つの原理から成立している。個人の権原を侵害しない最小国家のみが正当化しうる国家である。
また、ノージックは、原理主義的なアナキズムに反対し、ミナキズムを実現可能なユートピアとして論じる。社会の複雑性と人間の人生目標の多様性を前提とするならば、ユートピアには人生の理想を試行する多種多様な共同体が存在しなければならない。そして、人々はそれらに参加と脱退を繰り返すことで淘汰される。人々は、独自の目標を達成するために、各々の共同体を結成する自由を持っている。そして、ノージックによれば、このような枠組みこそがユートピアのあり方である。ユートピアの議論では、彼は様々なコミュニティの形態について議論し、多分自発的な奴隷制の可能性も主張し、ユートピアのさまざまな可能性について議論する。しかし彼はユートピアの構造について断定することを避けている。